# Baetis tricaudatus
Baetis tricaudatus je druh jepice z čeledi Baetidae. Přirozeně se vyskytuje ve Střední a Severní Americe. V Severní Americe je tato jepice rozšířena v kontinentální části USA i v celé Kanadě a v Mexiku. Poprvé tento druh popsal v roce 1923 Dodds.

## Fotogalerie

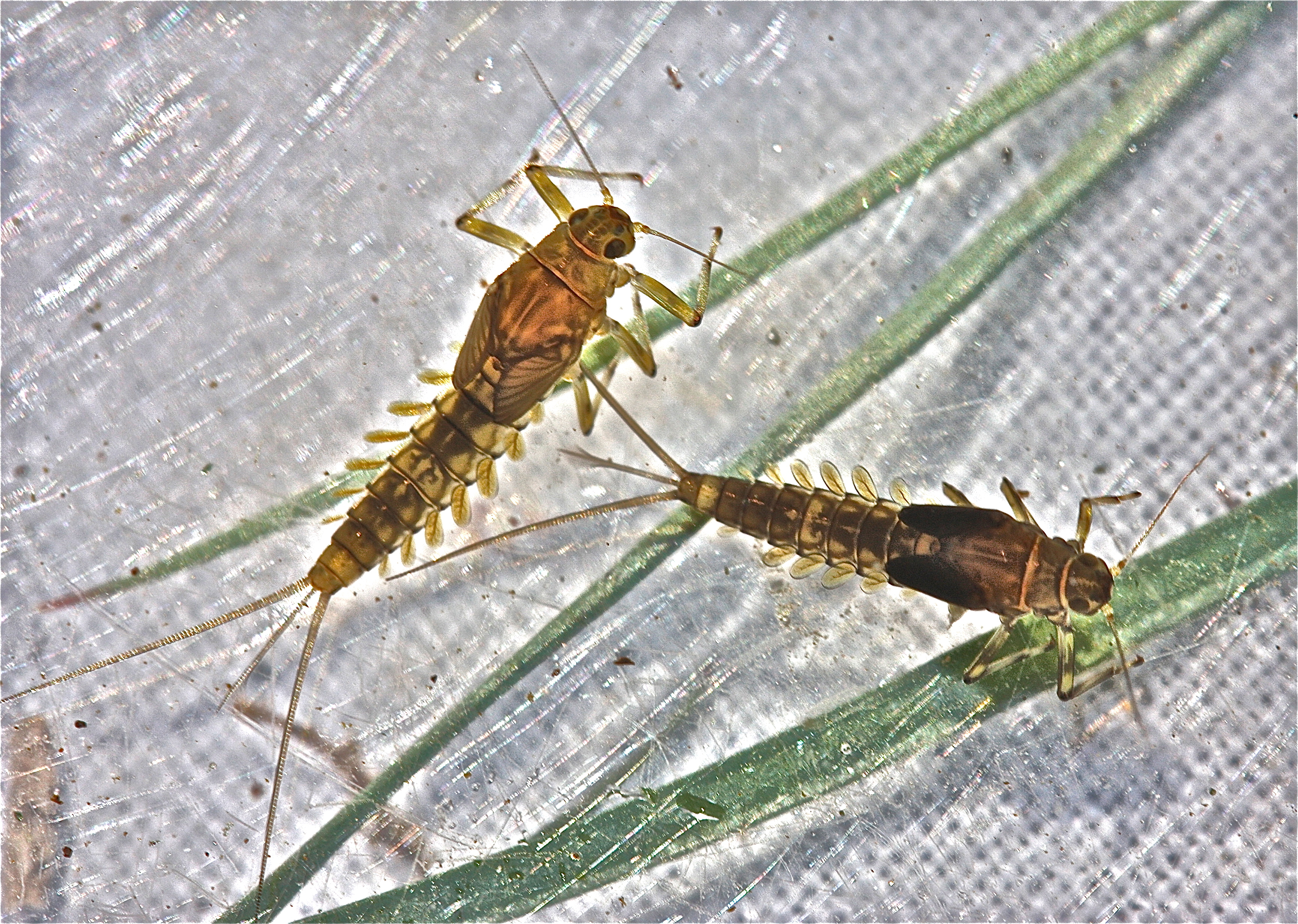
Nymfy Baetis tricaudatus
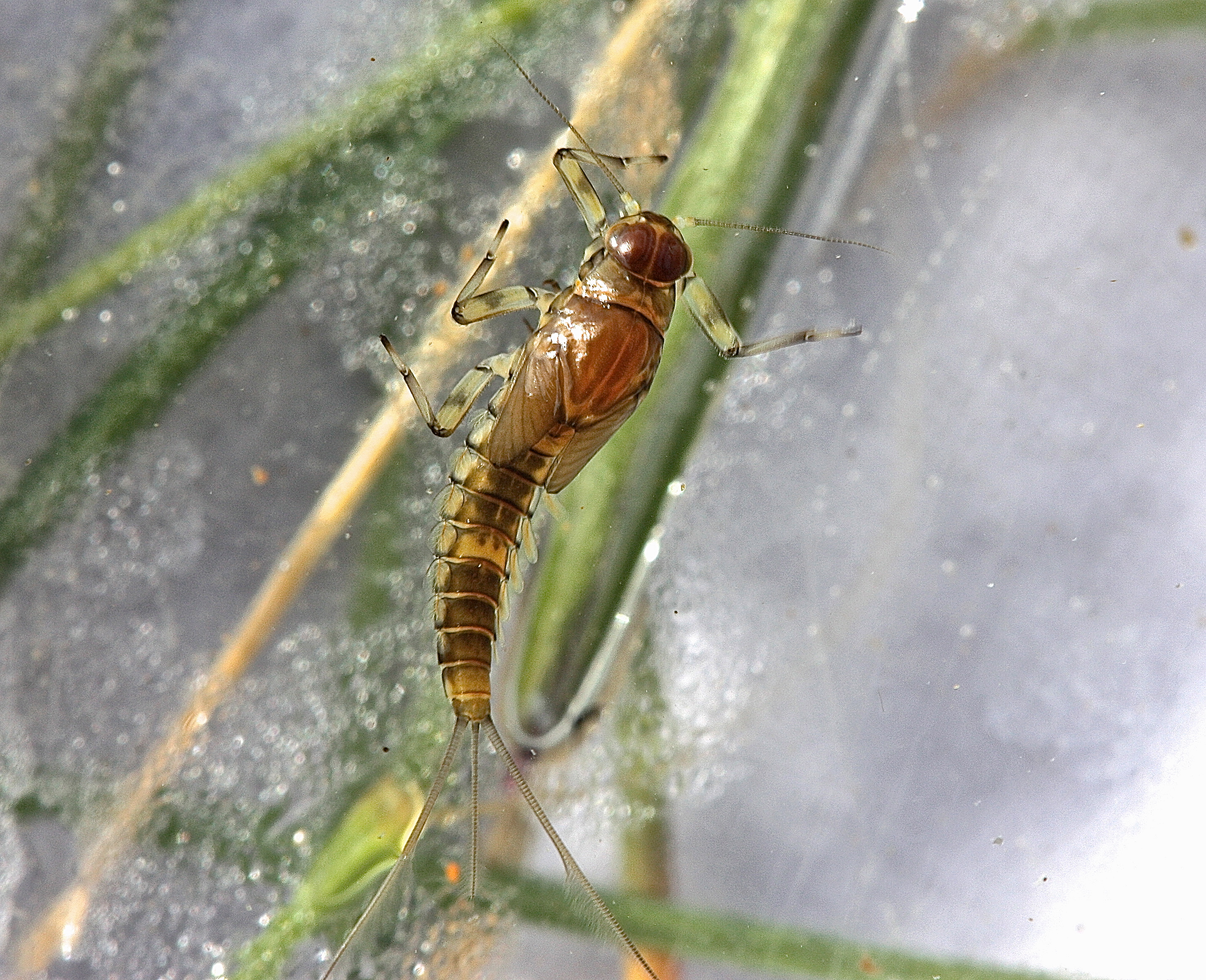
Nymfa Baetis tricaudatus
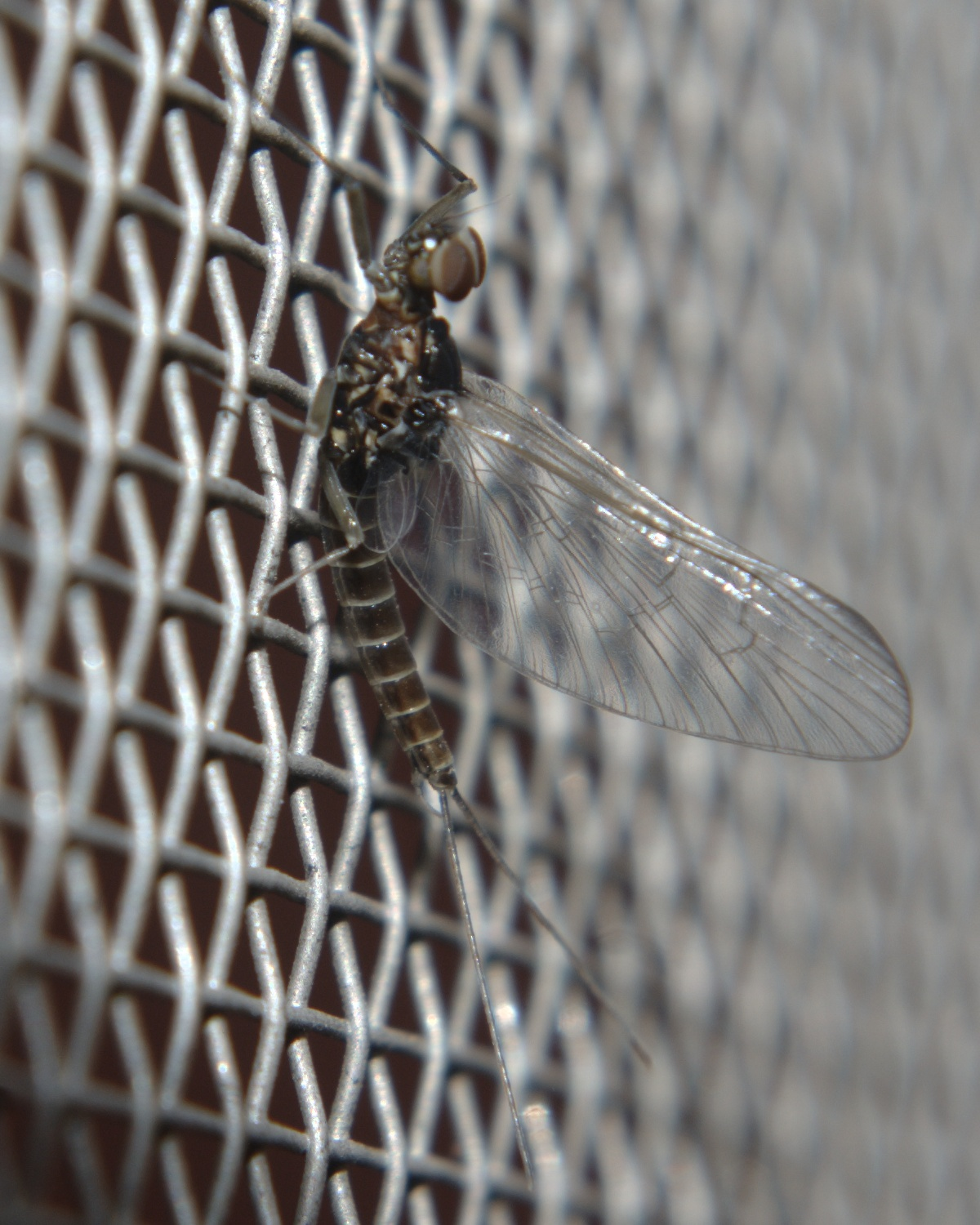
Imago Baetis tricaudatus, sameček